# Eotetranychus spanius
Eotetranychus spanius är en spindeldjursart som beskrevs av Rimando 1962. Eotetranychus spanius ingår i släktet Eotetranychus och familjen Tetranychidae. Inga underarter finns listade i Catalogue of Life.